# Classe Stroptivyy
Le unità appartenenti alla classe Stroptivyy sono grandi rimorchiatori con scafo rompighiaccio progettati per l'appoggio delle navi da pesca nei mari settentrionali della Russia.
Dal punto di vista tecnico, sono piuttosto simili ai classe Sliva, che vengono utilizzati per scopi militari.

## Utilizzo
Questi rimorchiatori sono equipaggiati per svolgere praticamente qualunque compito riguardante l'appoggio alle navi in difficoltà.
Infatti, sono in grado di effettuare:
- operazioni antincendio;
- operazioni di salvataggio;
- operazioni di rimorchio oceanico.

Inoltre, sono attrezzati anche per svolgere riparazioni.
In tutto sono state costruite sette unità, nei cantieri finlandesi di Helsinki.
- Stroptivyy (1979)
- Stakhanovets (1980)
- Sibirskiy (1980)
- Spravedlivyy (1982)
- Suvorovets (1982)
- Fobos (1983)
- Deymos (1983)